# Santo Antônio do Jacinto
Santo Antônio do Jacinto es un municipio brasileño del estado de Minas Gerais. Su población estimada en 2006 era de 12.182 habitantes.